# Apolinario Saravia
José Apolinario de Saravia (o José Apolinar Saravia) (Salta, Virreinato del Río de la Plata, 1791 - Salta, Argentina, 1844) fue un militar argentino que participó en la guerra de independencia de su país, defendiendo la frontera norte del mismo contra las invasiones realistas.

## El Ejército del Norte
Era hijo del coronel Pedro José Saravia. Realizó sus estudios secundarios en Buenos Aires.
En 1810 se incorporó al Ejército Auxiliar de las Provincias Interiores y marchó a la Primera expedición auxiliadora al Alto Perú. Peleó en la batalla de Suipacha como ayudante del general Balcarce, y en la de Huaqui como ayudante del coronel Juan José Viamonte.
Durante el año 1811 pasó varios meses en Buenos Aires, testificando en el juicio contra Viamonte por su comportamiento en la derrota.
Regresó al Ejército del Norte a mediados de 1812, y luchó en la batalla de Tucumán. Pasó después a la ciudad de Salta como espía, y organizó la preparación para la siguiente batalla; mostró al general Manuel Belgrano una senda oculta en la montaña, que le permitió al Ejército llegar al llano de la hacienda de Castañares, propiedad de su padre, al norte de la ciudad, desde donde se pudo atacar con éxito al enemigo. Fue jefe de un escuadrón en la batalla de Salta.
Participó de la Segunda expedición auxiliadora al Alto Perú y fue seriamente herido en la batalla de Vilcapugio.

## La Guerra Gaucha
De regreso a Tucumán, el general José de San Martín lo nombró jefe de una partida de gauchos del departamento de Guachipas, en observación de los realistas que ocupaban la ciudad de Salta. En marzo de 1814 venció a la avanzada realista en Sauce Redondo; victorias como esa, a manos de jefes de partida como Saravia, Luis Burela y Martín Miguel de Güemes, lograron que los realistas evacuaran Salta sin hacer un intento serio sobre Tucumán.
Prestó servicios ante cada uno de los avances realistas: en 1817 fue vencido en La Cabaña y Cerro San Bernardo, pero igualmente ayudó a la victoria de El Bañado, que obligó al enemigo a regresar al Alto Perú. Persiguió al general De la Serna hasta que este se acuarteló en Tilcara.
En 1818 rechazó los avances del general Olañeta, y al año siguiente a José Canterac. En 1820 fue uno de los más destacados defensores de Jujuy contra el ataque de Juan Ramírez Orozco.
A fines de marzo de 1821, estalló una guerra entre Salta y Tucumán; se debía a que Güemes estaba por lanzarse sobre el Alto Perú y el gobernador tucumano Bernabé Aráoz se negaba a ayudarlo. Güemes avanzó sobre Tucumán, mientras mandaba a Saravia por los Valles Calchaquíes a invadir Catamarca, provincia que aún dependía de Tucumán. Derrocó al gobernador delegado Mota Botello y colocó en el mando a un títere suyo, que declaró la autonomía de la provincia. Poco después llegaba la noticia de la derrota de Güemes, y los coroneles Manuel Arias y José Manuel Figueroa lo expulsaron del gobierno y de la provincia.
Tras la muerte de Güemes participó en la campaña por la que fueron expulsados los últimos invasores realistas.

## Últimos años
Prestó servicios de guarnición bajo el gobierno de José Ignacio Gorriti, pero parece que su sucesor Arenales lo dio de baja. En su nombre y el de su padre, viajó en 1826 a Buenos Aires a reclamar sus sueldos de la guerra gaucha, lo que logró únicamente por haber sido compañero de estudios del presidente Bernardino Rivadavia.
Permaneció en el ejército salteño durante los gobiernos de Gorriti y emigró con su padre a Bolivia en 1831. Regresó a Salta en 1834 y fue uno de los comisionados por el gobernador Pablo Latorre ante el gobierno de Jujuy, que se acababa de independizar de su provincia; no logró la paz, y los jujeños vencieron a Latorre, que pagó la derrota con su vida.
Fue jefe del estado mayor del ejército salteño durante el gobierno de Manuel Antonio Saravia, un sobrino suyo. En 1844 fue seriamente herido por el ataque de un lunático durante un desfile en una fiesta patria; nunca se recuperó.
Falleció en Salta en la segunda mitad de 1844.